# Daniel Ziblatt
Daniel Ziblatt (nacido en 1972) es un politólogo estadounidense que ha sido profesor Eaton de Ciencia del Gobierno en la Universidad de Harvard desde 2018.
Ziblatt tiene una licenciatura en estudios alemanes y política del Pomona College y un doctorado en ciencias políticas de la UC Berkeley.
En 2018, Ziblatt publicó Cómo mueren las democracias junto con su colega de Harvard Steven Levitsky. El libro examina las condiciones que pueden llevar a las democracias a desmoronarse desde dentro, en lugar de debido a eventos externos como golpes militares o invasiones extranjeras. How Democracies Die recibió elogios generalizados. Pasó varias semanas en la lista de los libros más vendidos del New York Times y seis semanas en la lista de los libros más vendidos de no ficción del semanario alemán Der Spiegel.
El libro fue reconocido como uno de los mejores libros de no ficción de 2018 por The Washington Post, Time y Foreign Affairs.

## Libros
- Structuring the State: The Formation of Italy and Germany and the Puzzle of Federalism, (Princeton: Princeton University Press, 2006, ISBN 9780691121673)
- Conservative Parties and the Birth of Democracy (Cambridge: Cambridge University Press, 2017, ISBN 9781107001626)[1]

En colaboración con Steven Levitsky
- How Democracies Die, (Crown, 2018, ISBN 9780525574538). Edición en español: Cómo mueren las democracias, Barcelona, Ed. Ariel, 2018.
- Tyranny of the Minority: Why American Democracy Reached the Breaking Point (Crown, 2023, ISBN 978-0-593-44307-1). Edición en español: La dictadura de la minoría. Cómo revertir la deriva autoritaria y forjar una democracia para todos, Barcelona, Ariel, 2024.